# Zoran Planinić
Zoran Planinić   (Mostar, 12 de setembre de 1982) és un jugador de bàsquet croat, ja retirat, que ha jugat durant tres temporades als New Jersey Nets, franquícia de l'NBA.

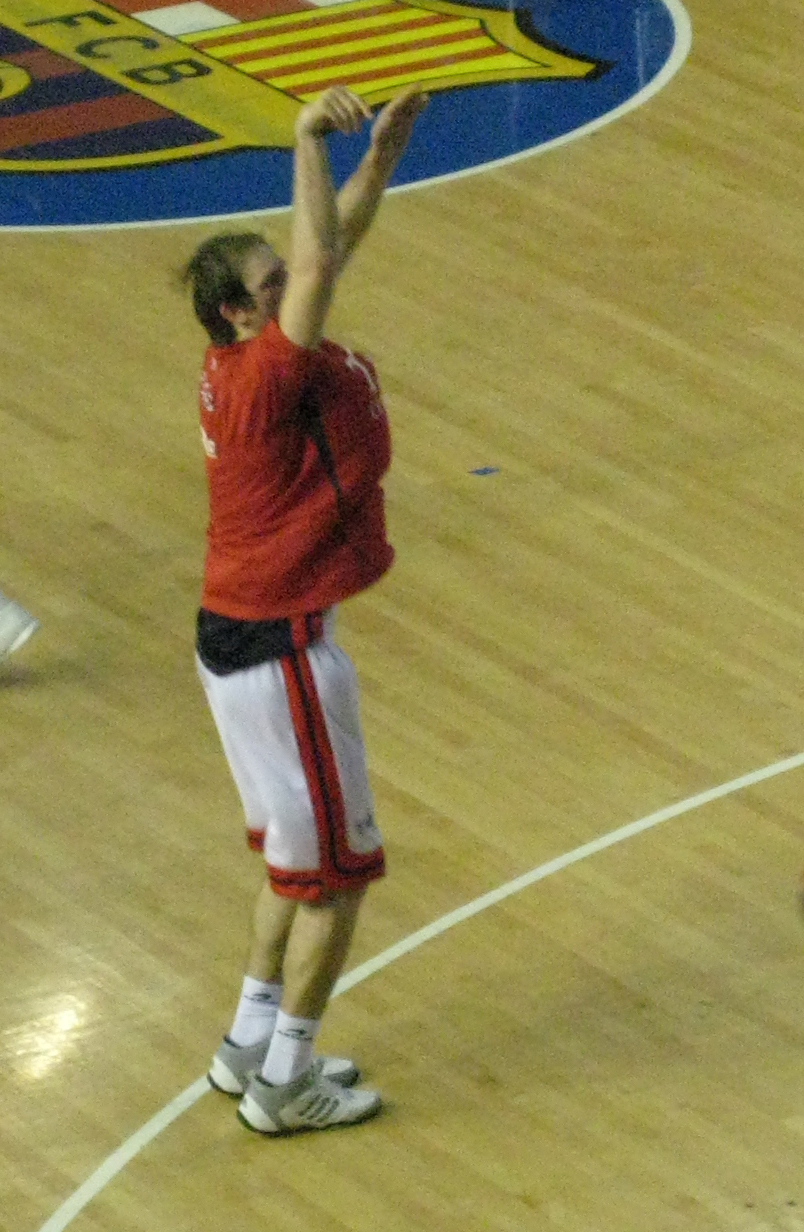
Zoran Planinić

Va començar la seva carrera de bàsquet a l'HKK Brotnjo Čitluk de Čitluk, per posteriorment passar al KK Cibona. El 1999 fou cedit al Benston Zagreb, on començà la seva carrera professional. Un any després tornà a la Cibona, on hi va romandre fins al 2003. El 2001 va ser nomenat MVP de la lliga croata. Va formar part del combinat sub-22 de Croàcia que es va dur la medalla de plata en el Mundial de 2002.
El 2003 va ser seleccionat pels New Jersey Nets en la posició 22 del Draft de l'NBA. Va jugar tres temporades a l'NBA, amb una mitjana de 4 punts, 1,4 rebots i 1,1 assistències per partit. Posteriorment va jugar al Tau Ceràmica de la lliga ACB durant tres temporades, amb qui guanyà la Supercopa de 2006 i 2007 i la lliga del 2008. El 2008 va fitxar per dues temporades pel CSKA Moscou el 2010 pel Khimki BC i el 2013 per l'Anadolu Efes.